# Отвлекающий удар
Отвлекающий удар (также ложный удар) — военная хитрость или демонстрация, целью которой является отвлечение сил и внимания противника от направления главного удара путём нанесения удара на второстепенном направлении.
В другом источнике указано что диверсии и демонстрации (отводы, ложные удары) являются второстепенными действиями, имеющими целью ввести противника в заблуждение и облегчить этим выполнение намеченного предприятия, и хотя эти действия и будут всегда, рано или поздно, замечены противником, но действительную цель их он или узнает поздно, или даже совершенно не отгадает. Таким образом, они должны влиять на воображение противника, заставляя его ввести в дело более значительные силы, которые тем и удерживаются вдали от места решительных действий, а так как успех такой демонстрации только возможен, но не безусловен, то, поэтому, для выполнения её необходимо назначить возможно меньшие силы. Так Ю. Цезарь, во время успокоения возмущённой средней Галлии, чтобы разрушить расчёты своих врагов, обрушивается ложным ударом на арвернов, а сам поворачивает на север к Виене, где собралась уже конница, и идёт усиленными переходами к Лянгрскому плато.
Если боевые столкновения при этом не планируются, то обычно используется термин «демонстрация». Войска и силы, вовлечённые в отвлекающий удар, не знают, что участвуют в ложном ударе, что обеспечивает нанесения удара в полную силу. Обычно отвлекающий удар не доводится до конца, но командование атакующих всегда должно быть готово перенести направление главного удара в случае, если ложный удар и ложная атака неожиданно окажется успешной.
В спортивных единоборствах (боксе, фехтовании) — удар, преднамеренно нанесённый с целью заставить противника перейти к активным действиям или «раскрыться».